# 华野豌豆
华野豌豆（学名：Vicia chinensis）为豆科野豌豆属的植物，为中国的特有植物。分布于中国大陆的云南、陕西、四川、湖北等地，生长于海拔1,400米至2,000米的地区，多生在山谷灌丛。